# Stagno Blu
Lo Stagno Blu (青い池?, Aoi-ike) è un piccolo bacino d'acqua artificiale situato vicino a Shirogane Onsen, una stazione termale nella municipalità di Biei, sull'isola di Hokkaidō, in Giappone.

## Storia e descrizione
Il lago è stato creato nel 1988, in seguito all'eruzione del Monte Tokachi avvenuta nel 1984 che provocò 144 morti, come parte di un sistema di lavori volti a controllare l'erosione e ad impedire ai flussi di lahar di raggiungere la cittadina di Biei; per farlo è stato modificato il bacino del fiume Biei.
Il suo intenso colore turchese-blu cobalto è dovuto probabilmente alla presenza di idrossido di alluminio colloidale disciolto nell'acqua.

## Turismo
Il laghetto è divenuto un'attrazione turistica solo di recente; parte della fama è dovuta al fatto che, nel 2012, una foto dello Stagno Blu è stata inclusa fra i quindici salvaschermo del sistema operativo Apple OS X Mountain Lion. Alcune tratte autobus servono il lago che, dal 2014, è visitabile anche d'inverno.